# Tony Vieira
Mauri de Oliveira Queiroz (Dores do Indaiá, 17 de julho de 1937
― Contagem, 11 de março de 1990), mais conhecido como Tony Vieira,  foi um ator, diretor, cineasta, roteirista e produtor de cinema brasileiro.
Seus filmes eram do estilo faroeste e policiais que retratavam a Boca do Lixo paulistana.

## Biografia

### Juventude
Nascido em Dores do Indaiá, mudou-se para Contagem aos 12 anos (ou 7 anos), acompanhando um circo. Foi trabalhar na Companhia de Cimentos Portland Itaú, que patrocinava um programa de televisão e tinha uma companhia de teatro.

### O início da carreira
A mudança na vida de Tony veio com um convite do diretor do grupo, José Sebastião Carneiro Filho, para fazer testes na TV Itacolomi, em Belo Horizonte. Sua insistência, mesmo após sucessivas reprovações, o levou a trabalhar na telenovela A Garrafa do Diabo. Anos depois, o sucesso o conduziu a São Paulo, apoiado por Moacir Franco. Atuou em filmes de Mazzaropi e logo consagrou sua imagem de "durão", em aventuras como Panca de Valente (1968) e Uma Pistola para Djeca (1969).
Na metrópole paulistana, conheceu também a Boca do Lixo, onde realizou seu primeiro longa-metragem, Gringo, o Último Matador (1972).

### O sucesso
Tony produzia, protagonizava e também dirigia, mas não gostava muito dessa função. Em entrevista à Folha da Tarde, durante o lançamento de O Exorcista de Mulheres (1974), justificou por que, mesmo sem gostar, preferia dirigir seus filmes:
| “ | Para o meu tipo de filme, não encontro o diretor adequado. No Brasil, há bons diretores para dramas, comédias, fitas intimistas... Mas, para policiais e westerns, não. | ” |

Seu primeiro trabalho como produtor foi Gringo, o Último Matador, também conhecido como Gringo, o Matador Erótico (1972). Fundou a produtora MQ (das iniciais de seu nome verdadeiro, mas alegadamente para "Marca e Qualidade"), que realizou cerca de 20 filmes policiais e faroestes, de baixo orçamento mas grande apelo popular:
| “ | “Faço o que o povo gosta. Vejam as rendas. E eu, inicialmente, atendo o público. Quando tiver dinheiro até para perder, farei o filme que eu gosto. | ” |

Ele, sua mulher (a atriz Claudete Joubert) e o comediante Heitor Gaiotti compunham um trio de aventureiros que aparecia em quase todos os seus filmes.

### O declínio
Em apenas uma década e meia, Tony produziu, dirigiu e atuou em cerca de 30 filmes (média de dois por ano), e nesse período conseguiu sustentar a si e a empresa com a renda das bilheterias. Em 1984, aderiu à onda dos filmes de sexo explícito. Tentou voltar ao seu estilo com Calibre 12 (1988), mas já não fez o sucesso de antes.
Deprimido e atacado por câncer, voltou a Minas Gerais, onde morreu, em 11 de março de 1990 de câncer aos 52 anos.

## Legado
Números dia Agência Nacional do Cinema (Ancine) dão a Tony Vieira o status de diretor brasileiro com mais filmes na lista de público entre 500 mil e 1 milhão de espectadores. Seu filme mais bem-sucedido, Desejo Proibido (1974), levou aos cinemas mais de 1 milhão de espectadores.
Em 2009, a prefeitura de Contagem — cidade onde Tony passou parte da adolescência, rodou dois filmes (Traídas pelo Desejo, em 1976, e Os Depravados, em 1978) e morreu — promoveu a exposição Tony Vieira - Cineasta de Contagem, com acervo cedido por Hytagiba Carneiro, amigo de Tony (desde os tempos da Cimentos Portland), de quem atuou em vários filmes e preservou fitas e objetos.
Em 2010, esse material foi exposto na Casa dos Contos, em Ouro Preto.

## Filmografia
- 1988 - Calibre 12
- 1988 - A Famosa Língua de Ouro
- 1987 - Eu Adoro Esta Cobra
- 1987 - Julie... Sexo à Vontade
- 1987 - Scandalou's das Libertinas
- 1986 - Garotas da Boca Quente
- 1986 - Meninas da B... Doce
- 1985 - Banho de Língua
- 1985 - Neurose Sexual
- 1986 - Venha Brincar Comigo
- 1984 - Meninas de Programa
- 1984 - Prostituídas pelo Vício
- 1983 - Corrupção de menores
- 1982 - As Amantes de Helen
- 1982 - Desejos Sexuais de Elza
- 1982 - Susy... Sexo Ardente
- 1981 - Condenada por um Desejo
- 1980 - Tortura Cruel
- 1979 - O Matador Sexual
- 1979 - O Último Cão de Guerra
- 1978 - Os Depravados
- 1978 - Os Violentadores
- 1977 - As Amantes de um Canalha
- 1976 - Torturadas pelo Sexo
- 1976 - Traídas pelo Desejo
- 1975 - A Filha do Padre
- 1975 - Os Pilantras da Noite
- 1974 - O Exorcista de Mulheres
- 1973 - Desejo Proibido
- 1973 - Sob o Domínio do Sexo
- 1972 - Gringo, o Último Matador
- 1972 - Quatro Pistoleiros em Fúria...Caviúna
- 1972 - Nua e Atrevida
- 1971 - Um Pistoleiro Chamado Caviúna...Caviúna
- 1970 - Betão Ronca Ferro
- 1969 - Corisco, O Diabo Loiro
- 1969 - Uma Pistola para Djeca
- 1968 -  Enquanto Houver Uma Esperança
- 1968 - Panca de Valente
- 1967 - A Vida Quis Assim

## Telenovelas
- 1968 - A Pequena Órfã (telenovela)...Pereira
- 1967 -  O Tempo e o Vento (telenovela)...Horácio Terra
- 1966 - As Minas de Prata (telenovela)
- 1965 - A Grande Viagem (Telenovela)...Imediato